# جوان بينيت
جوان جيرالدين بينيت (بالإنجليزية: Joan Bennett)‏ (27 فبراير 1910 - 7 ديسمبر 1990) ممثلة مسرحية وتلفزيونية وسينمائية أمريكية ظهرت بينيت في أكثر من 70 فيلم حركي من عصر الأفلام الصامتة، وأيضا في عصر الصوت.

## السيرة
كان لدى جوان بينيت ثلاث مراحل متميزة في حياتها المهنية الطويلة والناجحة: أولاً كشخصية شقراء ساحرة ثم كإمرأة سمراء قاتلة وأخيراً كزوجة/أم دافئة القلب.

### النشأة
ولدت في باليسادس بولاية نيوجيرسي وكانت جزءًا من عائلة مسرحية مشهورة لها نسب يعود تاريخها إلى المنشدين المسافرين في القرن الثامن عشر بإنجلترا. كان والدها الممثل ريتشارد بينيت ووالدتها الممثلة أدريان موريسون وشقيقاتها الممثلة كونستانس بينيت والراقصة باربرا بينيت. عملت جوان لأول مرة على خشبة المسرح مع والدها في سن 18 وببلوغها سن 19 أصبحت نجمة سينمائية. انتقلت بسرعة من فيلم إلى فيلم طوال ثلاثينيات القرن الماضي حيث ظهرت مع جون باريمور في نسخته من موبي ديك (1930) ولعبت دور إيمي في نساء صغيرات، من بين أخوات بينيت الثلاث حققت جوان أعظم شهرة.

## روابط خارجية
- جوان بينيت على موقع IMDb (الإنجليزية)
- جوان بينيت على موقع الموسوعة البريطانية (الإنجليزية)
- جوان بينيت على موقع روتن توميتوز (الإنجليزية)
- جوان بينيت على موقع ألو سيني (الفرنسية)
- جوان بينيت على موقع تيرنر كلاسيك موفيز (الإنجليزية)
- جوان بينيت على موقع أول موفي (الإنجليزية)
- جوان بينيت على موقع قاعدة بيانات برودواي على الإنترنت (الإنجليزية)
- جوان بينيت على موقع قاعدة بيانات الأفلام السويدية (السويدية)
- جوان بينيت على موقع إن إن دي بي (الإنجليزية)
- جوان بينيت على موقع قاعدة بيانات الفيلم (الإنجليزية)
- Photos of Joan Bennett in 'Trade Winds' 1938 نسخة محفوظة 26 ديسمبر 2018 على موقع واي باك مشين. by نيد سكوت
- Joan Bennett Photo Gallery
- A collection of old time radio recordings featuring Joan Bennett